# 約西皮夫卡 (埃米利奇涅區)
50°42′18″N 28°11′13″E / 50.70500°N 28.18694°E
約西皮夫卡（烏克蘭語：Йосипівка），是烏克蘭北部的村莊，隸屬日托米爾州的茲維亞赫爾區。該村面積0.13平方公里，海拔高度227米，2001年人口7，人口密度每平方公里53.85人。